# Иларио Лопез
Иларио Лопез Гарсија (Гвадалахара, 18. новембра 1907 — 17. јуна 1965)  био је мексички фудбалски нападач који је три пута наступио за Мексико на ФИФА-ином светском првенству 1930.